# 牧田勝吾
牧田 勝吾（まきた しょうご、1974年4月13日 - ）は、静岡県藤枝市出身の元プロ野球選手（内野手）。右投右打。現在はオリックス・バファローズのスカウト、編成部副部長。

## 経歴
島田商業高から、愛知学院大学へ進学し硬式野球部に入部。愛知大学野球リーグでは在学中2回の優勝を経験。4年時は日米大学野球にも選出。リーグ通算成績は85試合出場、288打数90安打、打率.313、5本塁打、50打点。ベストナインを3回（二塁1、遊撃2）受賞した。内野すべてのポジションを経験した。
大学卒業後は、社会人野球の日本通運名古屋に入社すると2年目には都市対抗に新日鉄名古屋の補強選手で出場、その後野球部が統合され日本通運へ移籍。1999年の都市対抗では、1回戦でヤマハの岡本真也から本塁打を放つ。2000年の都市対抗は新日本製鐵君津に補強され出場、一番打者としてチームの準決勝進出に貢献した。同年の社会人ベストナイン（三塁手）のタイトルを獲得している。2001年の都市対抗でも、エース武田久を擁し日本通運の中心打者として活躍。準決勝では三菱自動車岡崎と対戦するが、延長10回に投手陣が福川将和らに打ち込まれ敗退。
2001年のドラフト会議でオリックスから11巡目で指名されて入団した（同期には平野恵一、後藤光尊、本柳和也らがいた）。2002年には新人ながら、シーズン終盤の9月から三塁手として7試合に先発出場。ドラフト指名時、すでに27歳という年齢のハンデを負い、なおかつ極端な下位指名ではあるものの、こつこつと結果を積み上げ徐々に一軍でもそれなりに起用されていた。3年目まで一軍で全く結果が出なかったが、2004年にはウエスタン・リーグでリーグ2位（チームトップ）の打率を挙げたことが評価された。
2004年末の分配ドラフトを経て、2005年はオリックス・バファローズと契約。同年から一軍での出番が増えつつあった。二軍では2005年に打率.356、2006年に打率.290と毎年のように好成績を残した。
2007年も二軍で打率.288と好調で、シーズン終盤に一軍に昇格。初スタメンの9月22日の日本ハム戦で第1打席で本塁打を放った（八木智哉投手から）。そのあとにもチームの逆転のきっかけとなる二塁打を放ち、この日のヒーローに選ばれた。昇格が遅かったため9試合の出場にとどまったが、打率.291と高い打率を残した。
2008年は、膝痛から復帰した清原和博の代わりに、不調以外の理由で誰を二軍に落とすかで大石大二郎監督は何日も頭を悩ませた結果、牧田を選択。登録抹消を伝えられた牧田は人目もはばからず号泣した。もっとも牧田自身、成績不振で貢献度も低いため降格はやむをえないというのが実際のところだった。
10月28日に球団から戦力外通告を受け、フロント入りした。
現在はバファローズの編成部副部長として活動している。関東甲信越地方を担当し、指名に関わった選手として、後藤駿太・塚原頌平・西野真弘・若月健矢・中川圭太らがいる。

## 選手としての特徴・人物
左投手の変化球を捉えるのが得意で、左投手と相性が良かった。
主に三塁手だが、内野ならどこでも守れる。強肩が持ち味である。
高校の後輩である仁藤拓馬がオリックスに入団した際には、入団会見の日に食事をし、プロの心構えを伝授、相談役をかって出るなどサポートを惜しまなかった。先輩の激励を受けた仁藤は「早く一軍に上がって、牧田さんが守っている中で投げたい」と語ったが、2008年に牧田が引退したため実現することはなかった。また、2年後の2010年には仁藤も引退している。
編成部副部長に就任後は、相手に伝える力を身に付けるため、脳科学やスピーチの専門書を熟読するなど努力を重ねている。また、「前例をつくる」をモットーとし、球界初の女性スカウトとして、元ソフトボール日本代表の乾絵美を抜擢している。
選手スカウトでは、自身がかつてドラフト下位指名かつ高齢でプロ入りした経験から、年齢や結果、固定観念で評価せず、巡り合わせや縁を大切にしている。

## 詳細情報

### 年度別打撃成績
| 年 度     | 球 団      | 試 合 | 打 席 | 打 数 | 得 点 | 安 打 | 二 塁 打 | 三 塁 打 | 本 塁 打 | 塁 打 | 打 点 | 盗 塁 | 盗 塁 死 | 犠 打 | 犠 飛 | 四 球 | 敬 遠 | 死 球 | 三 振 | 併 殺 打 | 打 率 | 出 塁 率 | 長 打 率 | O P S |
| --------- | ---------- | ----- | ----- | ----- | ----- | ----- | -------- | -------- | -------- | ----- | ----- | ----- | -------- | ----- | ----- | ----- | ----- | ----- | ----- | -------- | ----- | -------- | -------- | ----- |
| 2002      | オリックス | 12    | 25    | 23    | 1     | 4     | 0        | 0        | 0        | 4     | 2     | 0     | 1        | 1     | 0     | 1     | 0     | 0     | 5     | 0        | .174  | .208     | .174     | .382  |
| 2003      | オリックス | 2     | 4     | 4     | 0     | 0     | 0        | 0        | 0        | 0     | 0     | 0     | 0        | 0     | 0     | 0     | 0     | 0     | 1     | 0        | .000  | .000     | .000     | .000  |
| 2004      | オリックス | 15    | 16    | 13    | 4     | 1     | 0        | 0        | 0        | 1     | 1     | 0     | 0        | 0     | 0     | 3     | 0     | 0     | 6     | 0        | .077  | .250     | .077     | .322  |
| 2005      | オリックス | 18    | 45    | 39    | 4     | 11    | 1        | 0        | 1        | 15    | 4     | 0     | 0        | 1     | 1     | 3     | 0     | 1     | 5     | 4        | .282  | .341     | .385     | .726  |
| 2006      | オリックス | 22    | 34    | 33    | 2     | 8     | 2        | 0        | 0        | 10    | 4     | 0     | 0        | 0     | 0     | 0     | 0     | 1     | 4     | 3        | .242  | .265     | .303     | .568  |
| 2007      | オリックス | 9     | 26    | 24    | 3     | 7     | 2        | 0        | 1        | 12    | 3     | 0     | 0        | 1     | 1     | 0     | 0     | 0     | 4     | 3        | .292  | .280     | .500     | .780  |
| 2008      | オリックス | 13    | 31    | 28    | 2     | 7     | 2        | 0        | 0        | 9     | 1     | 0     | 1        | 0     | 1     | 0     | 0     | 2     | 4     | 2        | .250  | .290     | .321     | .611  |
| 通算：7年 | 通算：7年  | 91    | 181   | 164   | 16    | 38    | 7        | 0        | 2        | 51    | 15    | 0     | 2        | 3     | 3     | 7     | 0     | 4     | 29    | 12       | .232  | .275     | .311     | .586  |

### 記録
- 初出場：2002年5月18日、対日本ハムファイターズ7回戦（グリーンスタジアム神戸）、7回裏に後藤光尊の代打で出場
- 初打席：同上、7回裏に佐々木貴賀の前に空振り三振
- 初先発出場：2002年9月25日、対西武ライオンズ26回戦（グリーンスタジアム神戸）、9番・三塁手で先発出場
- 初安打：同上、3回裏に三井浩二から右前安打
- 初打点：同上、7回裏に三井浩二から投手ゴロの間に記録
- 初本塁打：2005年7月26日、対福岡ソフトバンクホークス12回戦（大阪ドーム）、9回裏に三瀬幸司から左越ソロ

### 背番号
- 50 （2002年 - 2004年）
- 60 （2005年 - 2008年）